# Agujero negro de Kerr

Agujero negro de Kerr.

Un agujero negro de Kerr o agujero negro en rotación es una región de agujero negro presente en el espacio-tiempo de Kerr, cuando el objeto masivo tiene un radio inferior a cierta magnitud, por encima de este radio el universo de Kerr no presenta región de agujero negro. Un agujero negro de Kerr es una región no isótropa que queda delimitada por un horizonte de sucesos y una ergoesfera presentando notables diferencias con respecto al agujero negro de Schwarzschild. Esta nueva frontera describe una región donde la luz aún puede escapar pero cuyo giro induce altas energías en los fotones que la cruzan. Debido a la conservación del momento angular, este espacio forma un elipsoide, en cuyo interior se encuentra un solo horizonte de sucesos con su respectiva singularidad anular, que debido a la rotación tiene forma de anillo.
El espacio-tiempo de Kerr corresponde al campo gravitatorio producido por un cuerpo masivo de masa M y el momento angular J. Esta solución nace del éxito del matemático al resolver las ecuaciones de la relatividad en torno a un objeto masivo en rotación.

## Formación
Un agujero negro de Kerr se forma por el colapso gravitacional de una estrella masiva rotativa, o por el colapso de una colección de estrellas o gas con un momento angular total distinto de cero. Como la mayoría de las estrellas giran, se espera que la mayor parte de los agujeros en la naturaleza sean agujeros negros en rotación. A finales de 2006, los astrónomos informaron las estimaciones de la velocidad de giro de un agujero negro en la revista Astrophysical Journal. Un agujero negro en la Vía Láctea, GRS 1915+105, puede girar entre 950 y 1150 veces por segundo, que se aproxima al límite superior teórico.

## Universo de Kerr
Un universo de Kerr es una variedad pseudoriemanniana o espacio-tiempo donde se verifican las ecuaciones de campo de Einstein en el vacío, usando las coordenadas de Boyer-Lindquist viene dada por: 

{\displaystyle ds^{2}=-\left(1-{\frac {2GMr}{c^{2}\Sigma }}\right)c^{2}dt^{2}-{\frac {4aGMr\sin ^{2}\theta }{c^{3}\Sigma }}cdtd\phi +{\frac {\Sigma }{\Delta }}dr^{2}} {\displaystyle +\Sigma d\theta ^{2}+\left(r^{2}+{\frac {a^{2}}{c^{2}}}+{\frac {2a^{2}Mr\sin ^{2}\theta }{c^{4}\Sigma }}\right)\sin ^{2}\theta d\phi ^{2}}

donde: 
- {\displaystyle \Sigma =r^{2}+{\frac {a^{2}}{c^{2}}}\cos ^{2}\theta },
- {\displaystyle \Delta =r^{2}-{\frac {2GMr}{c^{2}}}+{\frac {a^{2}}{c^{2}}}},
- M es la masa del objeto masivo rotatorio,
- a parámetro que describe la rapidez relativa de la rotación, que está relacionado al momento angular J por la relación a = J/M, y
- c la velocidad de la luz, y G la constante de la gravitación universal.

### Ergosfera
La zona que delimita la frontera de la ergosfera se llama límite estático. La ergosfera delimita una zona en la que los observadores no pueden permanecer estáticos: sus sistemas de referencia son irremisiblemente arrastrados por la rotación del espacio-tiempo. Sin embargo, esta zona es intermedia entre el exterior y el horizonte de sucesos, por lo que los observadores pueden permanecer o salir de esta zona, sin caer necesariamente hacia la singularidad. Su frontera viene dada por:

{\displaystyle {r_{s}}={{\frac {GM}{c^{2}}}-{\frac {a^{2}}{c^{2}}}\cos ^{2}\theta }\,\!}

donde:
- rs es el perímetro de la ergosfera,
- M es la masa y
- a es el cociente J/M (donde J es el momento angular).

## Antes del límite estático y más allá...
- Fuera de la ergosfera se genera, en caso de tener una estrella compañera, otra zona llamada disco de acreción, donde la materia interestelar que es atraída por la fuerte curvatura del agujero negro, se arremolina alrededor alcanzando intensas energías. Se ha especulado que esto puede llevar a que se generen intensas corrientes eléctricas, cuyo flujo daría lugar a un poderoso campo magnético que actuaría como un electroimán gigante.

- Entre la ergosfera y el horizonte de sucesos, se forma una región de dirección obligada, que atrae inevitablemente a todo objeto que en ella se encuentre, y cuya turbulencia es enorme debido a la rotación del agujero negro. Ya en el borde interno, o límite del horizonte de sucesos, nada escapa de la fuerza gravitatoria generada por la singularidad..

## La posibilidad de viajar en el tiempo
Todo en el universo gira, por lo que no es muy probable que los agujeros negros de Schwarzschild existan. Si un objeto fuese absorbido por un agujero negro de Schwarzschild, no habría manera de evitar la singularidad puntual. Cuando el objeto llega a la singularidad se aplasta a la densidad infinita y volumen cero, y la masa del objeto se añade al agujero negro. En el caso de los agujeros negros en rotación, sin embargo, es posible evitar la singularidad anular. Una nave que entre en el agujero negro debe coincidir con la dirección y la velocidad de rotación del agujero negro. Al hacer esto, le será posible "remolinear" en torno a la singularidad letal y salir del agujero negro en una parte diferente del espacio-tiempo. Puede parecer absurdo que la nave pueda salir del agujero negro en sí, ya que requeriría una velocidad infinita. Sin embargo, el agujero negro en rotación distorsiona el espacio-tiempo para que la singularidad se pueda evitar, y que la nave pueda salir del agujero negro a velocidades razonables. La rotación del agujero negro también deforma el espacio-tiempo con la creación de dos horizontes de sucesos, en lugar de uno como los agujeros negros de Schwarzschild. El sentido de giro del agujero negro puede o no puede afectar si la nave va hacia adelante o hacia atrás en el tiempo. Sin embargo, la nave no puede salir del agujero negro en un momento diferente y el mismo punto en el espacio. El agujero negro se puede conectar con otra región del universo por un agujero blanco, por lo que la métrica completa actuaría como un agujero de gusano. Así como nada puede escapar de un agujero negro, nada puede entrar en un agujero blanco. (La existencia de agujeros blancos es dudosa, ya que parece que violan la segunda ley de la termodinámica.) Esto implica que una nave que iba por un agujero negro en rotación puede salir del agujero blanco en una región diferente del espacio-tiempo, algunos creen que esto permitiría viajar en el tiempo.
El problema principal con esta posibilidad es que no hay ningún agujero negro cerca de la Tierra. El agujero negro más cercano parece estar en el sistema de estrellas binarias V4641 Sagittarii. La distancia que originalmente se pensaba era de 1600 años luz de la Tierra, pero cálculos recientes han demostrado que está mucho más lejos. Por las grandes distancias que tienen que ser cubiertas no se espera que esté a nuestro alcance tecnológico en un futuro previsible. Hay otros problemas que deben superarse también. Por ejemplo, un agujero negro en rotación de unas 10 masas solares, con un diámetro de 2,7 kilómetros, sólo permite un radio de navegación de 600 metros. Un agujero negro estelar de los remanentes de supernovas tiene aproximadamente un diámetro de 2 kilómetros y sólo permite un radio de navegación de 30 metros. Otro problema es la rapidez con que gira el agujero negro, ya que los agujeros negros no puede verse directamente, no hay forma de saber la velocidad angular. El agujero negro también puede girar a velocidades relativistas, por lo que no sería fácil entrar y salir del agujero negro. Como se explicó anteriormente, el agujero negro en rotación GRS 1915+105 puede girar 1150 veces por segundo, que es de alrededor de 98,5% de la velocidad de la luz.
Para calcular el diámetro aproximado de un agujero negro, en primer lugar, se debe poner atención en que la masa original de la estrella en colapso se debe tener en cuenta. Si la estrella no llega a los límites estándares para colapsar en un agujero negro, entonces sólo una enana blanca o una estrella de neutrones. La fórmula es: 

{\displaystyle {\text{4GM}}\, \over {\text{c}}^{2}\!}

donde:
- G es la constante gravitacional (6,673×10−11),
- M es la masa de la estrella original, y
- c es la velocidad de la luz.

Para que una estrella masiva alcance un estado de agujero negro en un futuro lejano, debe tener una masa de, al menos, tres veces la masa del sol Agujero negro estelar . Debido a que la masa del Sol es 1,99×1033 gramos, la masa de la estrella sería 5,97×1033 gramos. Sustituyendo en la ecuación, se tiene: 

{\displaystyle {{\text{4GM}}\, \over {\text{c}}^{2}}={{4(6,673)(10}^{-8})(5,97)(10^{33}) \over {\text{9(10}}^{20})}=17,7\cdot 10^{5}\ {\text{cm}}={\text{17,7}}\ {\text{km}}\!}

donde la expresión de 9×1020 representa el cuadrado de c, medido en centímetros por segundo.
Esta solución, sin embargo, es sólo el diámetro del agujero negro. La apertura navegable es considerablemente menor, sólo 180 metros. La masa de la estrella original en comparación con la del Sol es proporcional a la apertura navegable por un factor de 60 metros. Por lo tanto, si el Sol se convirtiera en un agujero negro en el futuro distante, habría una apertura navegable de 60 metros. Así, incluso en estrellas muy masivas, la apertura navegable es muy pequeña en comparación con el diámetro del agujero negro. Si la nave fuese más grande que la abertura navegable, es inevitable que se encontrara con la singularidad y se desplomara hasta el volumen cero y densidad infinita.